# Orville L. Hubbard
Orville Liscum Hubbard (Municipio de Batavia, 2 de abril de 1903-Detroit, 16 de diciembre de 1982) fue un político estadounidense que se desempeñó como alcalde de la ciudad de Dearborn, en el estado de Míchigan (Estados Unidos) de 1942 a 1978. Hubbard cumplió 15 mandatos consecutivos mientras se le conocía a nivel nacional como un promotor de la segregación racial con el argumento de mantener a Dearborn libre de los males sociales y económicos de la vecina Detroit.

## Primeros años
Hubbard nació el 2 de abril de 1903 en Batavia Township, Míchigan, y se crio en una granja cerca de Union City. Dejó la escuela secundaria para ir a Detroit a la edad de 18 años para trabajar para Dodge en Hamtramck. Luego sirvió en el Cuerpo de Marines de los Estados Unidos desde 1922 hasta 1925, alcanzando el rango de sargento. Tras su licenciamiento militar, trabajó como reportero para The Wall Street Journal mientras estudiaba en la Facultad de Derecho de Detroit, donde se graduó en 1933. Luego trabajó como asistente del fiscal general de Míchigan antes de abrir una práctica de derecho privado en Dearborn. Antes de ser elegido alcalde de esa ciudad en noviembre de 1941, Hubbard se postuló para el cargo sin éxito en nueve ocasiones, incluidas tres campañas fallidas para la alcaldía de Dearborn, tres campañas para el Senado de Míchigan y una para el Congreso, el Ayuntamiento de Dearborn y el juez de paz del municipio.

## Alcalde de Dearborn: 1942-1978
Hubbard fue elegido alcalde 15 veces, y su último mandato comenzó en 1973. A veces conocido como el "dictador de Dearborn", regularmente ganó la reelección con más del 70 % de los votos y una vez reclutó a un candidato "para evitar la apariencia indecorosa de una elección sin oposición". Según los informes, el "oponente" de Hubbard fue visto en más de una ocasión con un botón de Hubbard en su chaqueta. Hubbard sufrió un derrame cerebral grave el 3 de noviembre de 1974, y el presidente del Concejo Municipal se desempeñó como alcalde interino durante el resto del mandato final de Hubbard.
Detroit Free Press escribió en 1982 que Hubbard era "un maestro reconocido en atender a [su] electorado". El concejal de la ciudad de Dearborn, Thomas Dolan, estuvo de acuerdo y dijo que "el secreto del éxito de Hubbard fue que le dio a la gente lo que querían". Dearborn tenía una base impositiva sustancial como sede de Ford Motor Company, lo que permitió a Hubbard brindar a sus electores beneficios sin precedentes en otras ciudades de su tamaño. Esto incluyó impuestos bajos y excelentes servicios de la ciudad, así como beneficios como un servicio gratuito de cuidado de niños para los compradores, un campamento de verano en el condado de Oakland y escoltas policiales a casa para los juerguistas ebrios de la víspera de Año Nuevo.

### Políticas segregacionistas
En 1948, Hubbard dirigió una campaña para derrotar un referéndum para construir un proyecto de viviendas para personas de bajos ingresos en Dearborn sobre el terreno que podría convertirse en un "barrio negro". Las cartas que se oponían al referéndum instaban a los residentes de Dearborn a "mantener a los negros fuera de Dearborn".
En 1956, Hubbard recibió publicidad nacional después de decirle a un periódico de Alabama que estaba a favor de la "segregación completa" de las razas.
Durante la presidencia de Lyndon B. Johnson, el gobierno federal enjuició a Hubbard por conspiración para violar los derechos humanos en un incidente que involucró vandalismo de la mafia a la casa de un hombre que se rumorea que vendió la casa a un afroamericano. Hubbard fue absuelto de los cargos.
Durante muchos años, Hubbard fue descarado en sus comentarios sobre la segregación. Una vez le dijo a un reportero del Montgomery Advertiser: "No pueden entrar aquí. Estamos pendientes. Cada vez que escuchamos que un negro se muda —por ejemplo, tuvimos uno el año pasado— respondemos más rápido que a un incendio. Eso es generalmente conocido. Es conocido entre nuestra propia gente y es conocido entre los negros aquí".
Las otras declaraciones de Hubbard sobre la raza incluyen las siguientes:
- Una vez examinó el cuerpo acribillado a balazos de un hombre negro y lo llamó un caso de suicidio abierto y cerrado.[12]
- Hubbard fue citado una vez diciendo: "No soy racista, pero odio a esos bastardos negros".[12]
- Durante los disturbios de Detroit de 1967, Hubbard ordenó a la policía de Dearborn que "disparara a los saqueadores a la vista".[12]
- "Estoy a favor de la segregación", dijo a The New York Times en 1968. Con la integración, dijo Hubbard, "terminas con una raza mestiza".[14]

Las opiniones raciales de Hubbard no se limitaron a los afroamericanos. Se sabía que se quejaba de que "los judíos son dueños de este país", que los irlandeses "son incluso más corruptos que los Dagos", y cuando los habitantes del Medio Oriente comenzaron a mudarse a Dearborn, que "los sirios son incluso peores que los negros ".
Tras el enjuiciamiento de derechos civiles por parte del gobierno federal y las investigaciones de la Comisión de Derechos Civiles de Míchigan, Hubbard fue más cauteloso en sus comentarios públicos. En una entrevista con The Detroit News a principios de los años 1970, Hubbard afirmó: "No mantengo a los negros fuera de Dearborn. No dejo a nadie fuera de Dearborn. No he hecho nada para animarlos. No hago nada para desanimarlos". En esa entrevista, Hubbard también sostuvo que su lema "Keep Dearborn Clean" no tenía nada que ver con la segregación racial y se basaba en sus esfuerzos por mantener la política de la ciudad libre de corrupción. Afirmó: “Nuestro primer eslogan decía: 'Mantener a Dearborn limpia del vicio, el soborno y la corrupción'. Eso es exactamente lo que significa". Incluso entonces, sin embargo, notó su alarma de que Dearborn era "una pequeña comunidad de sellos postales" que estaba "rodeada ahora" y que "eventualmente invadirán el lugar".

### Dearborn Towers
En 1967, Hubbard dirigió un esfuerzo para comprar un edificio de apartamentos de ocho pisos y 88 unidades con vista al canal en la ciudad de Clearwater, en Florida. Aunque los votantes de Dearborn habían rechazado propuestas similares, Hubbard ganó la aprobación del Ayuntamiento para la adquisición del proyecto, que pasó a llamarse Dearborn Towers. La Ciudad pagó 1,1 millones de dólares por la propiedad, que se puso a disposición para alquiler a precios reducidos para las personas mayores de Dearborn. El complejo está a 1,6 km a pie de la playa, incluye una piscina climatizada, noches de póquer organizadas y otras actividades. El proyecto fue anunciado en los años 1960 como el primer intento de una ciudad estadounidense de poseer una propiedad fuera del estado. En 2007, los votantes de Dearborn autorizaron la venta de la propiedad (entonces valorada en más de 8 millones de dólares) para ayudar a superar el déficit presupuestario de la ciudad.

### Camp Dearborn
Durante la administración de Hubbard, la ciudad de Dearborn también construyó Camp Dearborn en 3 km²  en Milford Township, Míchigan. Inaugurado el 4 de julio de 1948, Camp Dearborn era el proyecto favorito de Hubbard y estuvo involucrado en su diseño. Hubbard apodó al campamento "el club de campo de los ciudadanos".

### Propuestas fallidas
Durante su mandato como alcalde de Dearborn, Hubbard hizo varias propuestas infructuosas, incluida una propuesta para incorporar otros suburbios del condado de Wayne en un súper suburbio de Dearborn y una propuesta para que la ciudad de Dearborn compre y opere el Puente Ambassador de Detroit y el Túnel Detroit-Windsor.

## Vida personal y muerte
En 1927, Hubbard se casó con la Faye Cameron (1905-1979) y crio a cuatro hijos y una hija. Su matrimonio fue inestable; aunque la pareja nunca se divorció, estuvieron legalmente separados desde 1965 hasta la muerte de Faye en 1979. De 1964 a 1982, Orville vivió con su compañera, Maureen Keane, directora del Servicio de la Ciudad de Dearborn.
Hubbard sufrió un derrame cerebral devastador en 1974, que lo dejó paralizado y sin poder hablar. Tras un segundo derrame ocho años después, fue ingresado en el Hospital Henry Ford en Detroit, donde murió el 16 de diciembre de 1982. Fue enterrado en Riverside Cemetery en Union City, Míchigan.

## Legado
Hubbard sigue siendo una figura controvertida en la política de Míchigan. En su libro Detroit Divided, el investigador de la Universidad de Míchigan, Reynolds Farley, encontró en 2002 que los afroamericanos en el área metropolitana de Detroit consideran que Dearborn como una ciudad racista. La población afroamericana de Dearborn creció de menos de 100 en 1980 a más de 1200 en 2000, lo que representa menos del 1,3 por ciento de la población en una ciudad que limita con la predominantemente afroamericana de Detroit.
A pesar de sus diferencias políticas, el antiguo alcalde de Detroit, Coleman Young, habló positivamente de Hubbard. En 1991, Young le dijo a The Detroit Free Press que "Orville Hubbard era todo un hombre. Lo crea o no, era una persona a la que admiraba. Él y yo no estábamos de acuerdo en algunas cosas, pero él era un alcalde increíble. Lo consideré como uno de los mejores alcaldes de Estados Unidos. Él se ocupó de los negocios. Sabía cómo satisfacer las necesidades de su pueblo".

### Controversia sobre la estatua de Orville Hubbard
Una estatua de Hubbard erigida en 1989 frente al Ayuntamiento es un tema de controversia. Un marcador histórico de Míchigan cerca de la estatua se refiere a Hubbard como "un administrador eficaz" que "dio a conocer a Dearborn por la recolección puntual de basura", pero omite cualquier discusión sobre sus políticas segregacionistas. Algunos grupos habían instado a la ciudad a retirar la estatua. En su libro, Lies Across America: What Our Historic Sites Get Wrong, James W. Loewen enumeró la estatua de Hubbard como uno de los 20 principales monumentos históricos listos para "derrumbarse", junto con el obelisco que celebra la Liga Blanca en Nueva Orleans y "La estatua de Good Darky" en el Museo de la Vida Rural en Baton Rouge.
La Ciudad retiró la estatua de su antigua ubicación fuera del Ayuntamiento el 29 de septiembre de 2015 y la colocó en el Museo Histórico de Dearborn. Fue trasladado nuevamente, después de las quejas de que estaba en un lugar demasiado prominente, al costado de la Casa McFadden Ross, más lejos de la vista.  El 5 de junio de 2020, la estatua se retiró del exterior del museo y es posible que se haya trasladado a Union City, la ciudad natal de Hubbard. La presidenta del Concejo Municipal de Dearborn, Susan Dabaja, publicó en Facebook que la familia Hubbard "lo colocará junto a su tumba".

### Los comentarios de Carl Levin en el funeral de Rosa Parks
En 2005, el senador Carl Levin habló en el funeral de Rosa Parks, haciendo los siguientes comentarios sobre Hubbard: "El sur tenía a Orval Faubus; Míchigan tenía a Orville Hubbard. Orville Hubbard prometió mantener a Dearborn limpia, lo que a algunos les gusta interpretar como mantener a Dearborn blanca, a pesar de la dedicación de Hubbard a una ciudad bien cuidada y a las estrictas ordenanzas de la ciudad en lo que respecta al mantenimiento de la propiedad y al desfile anual de las Escuelas Públicas de Dearborn 'Limpiar, pintar, arreglar'". Los comentarios de Levin provocaron una respuesta airada de la familia de Hubbard. Una carta publicada en The Detroit Free Press de la nieta de Hubbard, Susan L. Hubbard, se refirió a los comentarios de Levin como "divagaciones mezquinas de un político arrogante de Washington".

### El musical: '¡Orvie!'
En 2006, Hubbard fue el tema de una obra musical, Orvie! El musical fue escrito por David L. Good, ex reportero y editor de Detroit News, quien es el autor de una biografía de Hubbard, y el compositor Bob Milne. La hija de Hubbard, Nancy Hubbard, entonces presidenta provisional del Concejo Municipal de Dearborn, describió la obra como "una burla, como una broma", que distorsionó las contribuciones de su padre. Ella dijo que su padre era un alcalde popular que quitaba nieve, recogía basura y enviaba a los electores tarjetas de cumpleaños y postales de sus viajes. "Hizo todo por esta comunidad — las bibliotecas, el centro cívico, las piscinas. Puso a Dearborn en el mapa ". La obra, aunque ensayada, nunca se produjo.